# Stowarzyszenie Unitarian Australii i Nowej Zelandii
Stowarzyszenie Unitarian Australii i Nowej Zelandii (w oryginale: Australian and New Zealand Unitarian Association, w skrócie ANZUA) – unitariańska organizacja należąca do ICUU. Zrzesza około 500 członków w tym 5 ministrów. Podlega jej 5 kongregacji i 6 wspólnot. Wydaje dwie publikacje: Quest i Bi-annual